# ビバエア・コロンビア
ビバエア・コロンビア（Viva Air Colombia）は、コロンビアの格安航空会社。メデジン郊外のホセ・マリア・コルドバ国際空港をハブ空港としている。
南米では珍しいアイルランド資本の航空会社である。機材はエアバスA320を使用している。